# Placetas
Placetas é um município de Cuba pertencente à província de Villa Clara. 